# Josef Dostál (botanik)
Josef Dostál (20. prosince 1903 Praha-Bohnice – 12. května 1999 Praha) byl český botanik, horolezec, turista, ochránce přírody a vysokoškolský pedagog, profesor botaniky na Univerzitě Karlově v Praze a na Univerzitě Palackého v Olomouci.

## Životopis
Narodil se do rodiny koláře v Praze-Bohnicích. V Bohnicích bydlel i v dospělosti s rodinou nedaleko pražské botanické a zoologické zahrady. Vystudoval reálku v Praze-Holešovicích. V roce 1922 se zapsal k vysokoškolskému studiu na Přírodovědecké fakultě Univerzity Karlovy. Studia ukončil v roce 1928 prací o ekologii tatranských lomikamenů. Této instituci zůstal věrný až do roku 1963, kdy byl nuceně penzionován. Poté působil téměř 10 let na Univerzitě Palackého v Olomouci, kde rozvíjel systematické a ekologické zaměření katedry botaniky. Byl znám jako vynikající pedagog a vedoucí terénních exkurzí. Je řazen mezi přední představitele moderní české vědecké taxonomie vyšších rostlin. Habilitoval se taxonomickou studií rodu chrpa (Centaurea). Zabýval se také floristikou a morfologií vyšších rostlin. Je znám jako autor rozsáhlých botanických kompendií a botanického klíče, který se v českých zemích používal téměř 40 let jako základní určovací příručka.
Mimo botaniku byl znám jako turista. V roce 1940 spoluzakládal samostatný horolezecký oddíl při KČT v Praze. Byl autorem mnoha článků nejen v časopise Turista. mimo jiné pro horolezce při KČT popsal tehdejší nejstarší pražskou horolezeckou cvičnou oblast Černolické skály a sepsal horolezeckého průvodce na Divokou Šárku, byl také autorem úvodní botanické části v mnoha poválečných turistických průvodcích. V roce 1998 obdržel prof. Dostál za celoživotní práci Cenu ministra životního prostředí. V roce 2004 založil KČT Síň slávy, kam byl tentýž rok uvedený spolu s dalšími významnými osobnostmi Klubu českých turistů.

## Dílo
- Květena ČSR I.
- Květena ČSR II.
- Klíč k úplné květeně ČSR
- Nová květena ČSSR I.
- Nová květena ČSSR II.